# 犬塚元
犬塚 元（いぬづか はじめ、1971年 - ）は、日本の政治学者。法政大学法学部教授。専門は政治学史・政治思想史。デイヴィッド・ヒューム、王党主義・君主主義、歴史叙述の政治思想など、初期近代ヨーロッパの政治思想史を主な研究テーマとしている。愛知県出身。

## 人物
ジャーナリスト志望で東京大学に入学し、在学中は江口匡太や想田和弘らとともに「東京大学新聞」の編集に携わった。大学院生時代の指導教員は佐々木毅であるが、博士論文は実質的には福田有広の指導のもとで完成させた。

## 略歴
- 1989年　愛知県立岡崎高等学校卒業
- 1994年　東京大学法学部政治コース卒業
- 1999年　東京大学大学院法学政治学研究科博士後期課程満期退学
- 1999年　東京大学社会科学研究所助手
- 2003年　「デイヴィッド・ヒュームの政治学：伝統の継承と発展」により、東京大学より博士（法学）の学位を授与される。
- 2003年　日本学術振興会特別研究員（PD）
- 2006年　群馬大学社会情報学部講師
- 2006年　群馬大学社会情報学部准教授
- 2010年　東北大学法学研究科准教授
- 2011年　ケンブリッジ大学訪問研究員
- 2013年　東北大学法学研究科教授
- 2016年　法政大学法学部教授

## 著書

### 単著
- 『デイヴィッド・ヒュームの政治学』（東京大学出版会, 2004年）

### 編著
- 『岩波講座　政治哲学（2）啓蒙・改革・革命』（岩波書店，2014年）

### 訳書
- J・G・A・ポーコック『島々の発見：「新しいブリテン史」と政治思想』（監訳、安藤裕介・石川敬史・片山文雄・古城毅・中村逸春訳, 名古屋大学出版会, 2013年）
- ヒューム『自然宗教をめぐる対話』（岩波文庫, 2020年）

## 論文

### 雑誌論文
- 「エドマンド・バーク、習俗（マナーズ）と政治権力：名声・社会的関係・洗練の政治学」『國家學會雑誌』110巻7・8号（1997年）
- 「ローマ史解釈の政治思想史：オーガスタン期英国における政治対立・政治的多元性をめぐる議論の諸相」『社會科學研究』53巻1号（2002年）
- "Absolutism in the History of Political Thought: the Case of King James 6 and 1" 『群馬大学社会情報学部研究論集』14号（2007年）
- 「拡散と融解のなかの『家族的類似性』：ポーコック以後の共和主義思想史研究 1975-2007」『社会思想史研究』32号（2008年）
- 「「啓蒙の物語叙述」の政治思想：ポーコック『野蛮と宗教』とヒューム」『思想』1007号（2008年）
- 「ヒューム『イングランド史』のスコットランド史：1707年合同をめぐる歴史叙述の政治思想」『群馬大学社会情報学部研究論集』16号（2009年）
- 「ポスト・コンフェッショナリストとしてのヒューム：『イングランド史』における政治・宗教・歴史」『思想』1052号（2011年）
- 「クラレンドンのホッブズ『リヴァイアサン』批判」『法学』76巻3,6号（2012-13年）
- 「政治思想史の通史叙述の形成期におけるバーク解釈の変転：学説史において、バークはいつから保守主義の創設者とされたか」『法学志林』114巻4号（2017年）
- 「歴史の理論家としてのポーコック：その知的奇跡における政治・多元性・批判的知性の擁護」『思想』1117号（2017年）
- 「政治思想の「空間論的転回」：土地・空間・場所をめぐる震災後の政治学的課題を理解するために」『立命館言語文化研究』29巻1号（2016年）

### 論文集等収録論文
- 「ヒュームと共和主義」田中秀夫他編『共和主義の思想空間』名古屋大学出版会（2006年）
- 「時間軸において「伝える」こと：西洋政治思想史における「伝統」をめぐるナラティヴ」川崎修編『伝える』風行社（2012年）
- 「震災後の政治学的・政治理論的課題：「不確実・不均衡なリスク」のなかの意思決定・連帯・共存の技法」稲葉馨・高田敏文編『今を生きる：東日本大震災から明日へ！復興と再生への提言３　法と経済』東北大学出版会（2012年）
- 「混合政体」古賀敬太編『政治概念の歴史的展開６』晃洋書房（2013年）
- 「ポーコックのブリテン史」J.G.A. ポーコック（犬塚元監訳）『島々の発見──「新しいブリテン史」と政治思想』名古屋大学出版会（2013年）
- 'An Alternative Idea of Nationalism in Postwar Japan: The case of Maruyama Masao', Patriotism in East Asia, eds. Jun-hyeok Kwak and Koichiro Matsuda, Routledge, 2014.
- 「序論：啓蒙・改革・革命」、「歴史叙述の政治思想：啓蒙における文明化のナラティブ」『岩波講座　政治哲学2：啓蒙・改革・革命』岩波書店（2014年）
- 「「文明化された君主制」論の王党派的起源：フィリップ・ウォリック，エドワード・ハイドと，ヒューム」坂本達哉・長尾伸一編『徳・商業・文明社会』京都大学学術出版会（2015年）
- 「受容史・解釈史のなかのバーク」中澤信彦・桑島秀樹編『バーク読本』昭和堂(2017年）

## 所属学会
- 日本政治学会 （国内）
- 日本イギリス哲学会 （国内）
- 政治思想学会 （国内）
- 社会思想史学会 （国内）